# Flughafen Qamischli

i7
i11
i13
Der Flughafen Qamischli (arabisch مطار القامشلي, IATA-Code: KAC, ICAO-Code: OSKL) ist der Flughafen von Qamischli im Nordosten Syriens nahe der Grenze zur Türkei. Er liegt am südwestlichen Stadtrand und bietet die einzige Schnellverbindung zwischen dem Gouvernement al-Hasaka und der Hauptstadt Damaskus sowie dem Hafen von Latakia.
Der Flughafen wird unter anderem von den Fluglinien Syrian Arab Airlines, Cham Wings Airlines und FlyDamas angeflogen.

## Zwischenfälle
- Am 6. Mai 1961 verunglückte eine Douglas DC-3/C-47B-5-DK der ägyptischen United Arab Airlines (heute Egypt Air) (SU-ALP) beim Anflug auf den Flughafen Qamischli. Die Maschine schlug knapp 300 Meter vor der Landebahn im Gelände auf und fing Feuer. Alle sieben Insassen, fünf Besatzungsmitglieder und zwei Passagiere, überlebten den Unfall.[2]